# Narodni dom Maribor

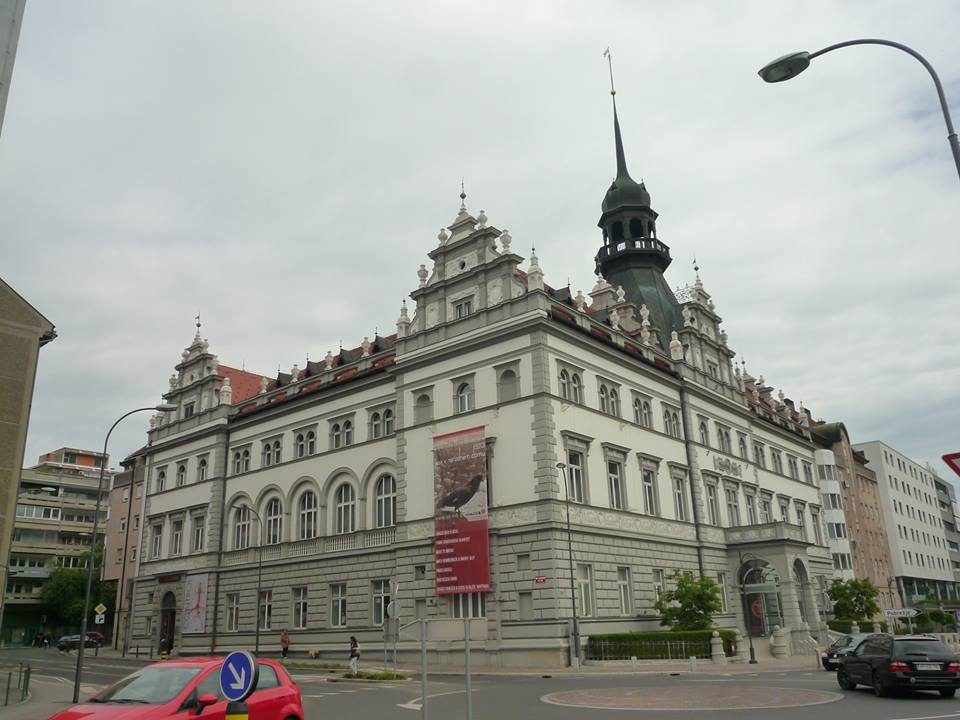
Narodni dom Maribor, 2013

Narodni dom Maribor (slowenisch für Volkshaus Maribor) ist der Name eines Ende des 19. Jahrhunderts im Stil des Historismus erbauten Palastes im Bezirk Center der slowenischen Stadtgemeinde Maribor des dort angesiedelten Kulturzentrums im Besitz der Stadtgemeinde Maribor. Er liegt in der Ulica kneza Koclja, Ecke Ulica slovenske osamosvojitve.

## Geschichte
Den Palast Narodni dom ließ die Slovenska posojilnica (Slowenische Darlehenskasse) in den Jahren 1897 bis 1898 nach den Entwürfen des tschechischen Architekten Jan Vejrych erbauen.
Ähnlich wie andere Nationalhäuser, die um die Wende vom 19. zum Anfang des 20. Jahrhunderts in anderen slowenischen Städten errichtet wurden, beherbergte das Gebäude die Sitze slowenischer Gesellschaften und Institutionen (neben der Slowenischen Kreditbank gab es die Slowenische Lesegesellschaft, die Drama-Gesellschaft, ein slowenisches Museum und die Arbeiterbaugenossenschaft Dom). Es gab auch ein Restaurant und einen Veranstaltungssaal. 
Das Gebäude war für den slowenischen Teil der damaligen Stadtbevölkerung von großer Bedeutung, denn zu dieser Zeit bekamen hier alle damaligen slowenischsprachigen politischen und kulturellen Organisation einen zentralen Versammlungsort. Der Bau des Narodni dom soll damals wesentlich zur Festigung der Position der slowenischen Bürger in dem vom deutschsprachigen (Groß-)Bürgertum beherrschten Maribor beigetragen haben.
Die Nutzung des Gebäudes wurde später mehrfach geändert. Nach der Lossagung des Herzogtums Steiermark von Österreich-Ungarn im Herbst 1918 tagte im Narodni dom der Narodni svet za Štajersko (slowenischer Nationalrat für die Steiermark). Nach dem Zweiten Weltkrieg hatte das Militär hier seine Verwaltung; hier befand sich das Haus der jugoslawischen Volksarmee. Seit den 1990er Jahren trägt das Gebäude wieder den Namen Narodni dom und dient kulturellen Zwecken.
1992 wurde das Haus Sitz des Kultur-Veranstaltungszentrums Narodni dom Maribor.

## Kulturzentrum Narodni dom Maribor
Das Kultur-Veranstaltungszentrum Narodni dom Maribor ist Organisator des internationalen Festival Lent und zahlreicher Veranstaltungen im Rahmen des Festivals Maribor, des Kammermusikzyklus der Mariborer Philharmonie und anderer kultureller Ereignisse.
Zu den Veranstaltungsorten gehört außer dem Narodni dom auch das Stadtpalais Vetrinjski dvor in der Vetrinjska ulica.